# Antonio Rostagno
Antonio Rostagno (Imperia, 16 dicembre 1962 – Torino, 1º ottobre 2021) è stato un musicologo e pianista italiano.

## Biografia
Dopo il diploma di pianoforte, conseguito presso il Conservatorio di Torino nel 1988, e gli studi di composizione sotto la guida di Felice Quaranta, Antonio Rostagno si è laureato in lettere con una tesi in storia della musica all'Università di Torino con Giorgio Pestelli. Dopo essersi addottorato all’Università La Sapienza di Roma (tutor Pierluigi Petrobelli), Rostagno si è distinto dapprima come studioso di Robert Schumann e dell’Ottocento musicale italiano (Giovanni Sgambati e Giuseppe Martucci per la musica strumentale, Donizetti, Verdi e Boito per il melodramma). Successivamente si è occupato di musica del Novecento, in particolare di autori come Gian Francesco Malipiero, Casella, e Petrassi. Tra i suoi ambiti di ricerca si annovera anche la storia dell’interpretazione musicale, i rapporti fra musica e letteratura (negli ultimi anni si interessa soprattutto al rapporto di Dante Alighieri e la musica) e le musiche contemporanee, soprattutto delle avanguardie novecentesche (Berio, Ligeti, Kurtág). Come divulgatore collabora con gli Amici della Scala e Lingotto Musica. Ha organizzato convegni e giornate di studio dedicati, tra gli altri, a Martucci, Sgambati, Liszt, Rota e Verdi. Ha ricoperto il ruolo di condirettore artistico del Festival Internazionale di musica da camera di Cervo (Imperia). Ha insegnato, per anni, storia della musica all' Università La Sapienza di Roma.                                                                                                                                                        

## Pubblicazioni principali
- Kreisleriana di Robert Schumann, Roma, NeoClassica, 2017.
- La musica italiana per orchestra nell’Ottocento, Firenze, Olschki, 2003.
- Musica riscoperta. Violinisti-compositori a Roma nel secondo Ottocento, Roma, Accademia Nazionale di Santa Cecilia, 2010.
- Musiche nella storia. Dall'età di Dante alla Grande guerra, Roma, Carocci, 2017 (con A. Chegai, F. Piperno, E. Senici).